# 傑克遜鎮區 (新澤西州)
傑克遜鎮區（英語：Jackson Township）是位於美國新澤西州海洋縣的一個鎮區。

## 地方資料
傑克遜鎮區的面積為260.43平方千米，當中陸地面積為256.86平方千米，而水域面積為3.57平方千米。根據2020年美國人口普查的數據，當地共有人口58544人，而人口密度為每平方千米224.8人。